# Педерсен, Кайла
Кайла Даниэлла Педерсен (англ. Kayla Danielle Pedersen; родилась 14 апреля 1989 года, Флинт, штат Мичиган) — американская профессиональная баскетболистка, выступавшая в женской национальной баскетбольной ассоциации. Она была выбрана на драфте ВНБА 2011 года под общим седьмым номером командой «Талса Шок». Играла в амплуа тяжёлого форварда.

## Ранние годы
Кайла Педерсен родилась 14 апреля 1989 года в городе Флинт (штат Мичиган) в семье Гэри и Келли Педерсен, у неё есть младший брат, Кайл. В детстве её семья перебралась в город Меса, пригород Финикса, (штат Аризона), там она училась в средней школе Ред-Маунтин, в которой выступала за местную баскетбольную команду.